# Спрінг-Гарден (Каліфорнія)
Спрінг-Гарден (англ. Spring Garden) — переписна місцевість (CDP) в США, в окрузі Плумас штату Каліфорнія. Населення — 19 осіб (2020).

## Географія
Спрінг-Гарден розташований за координатами 39°53′31″ пн. ш. 120°47′12″ зх. д. / 39.89194° пн. ш. 120.78667° зх. д. (39.891971, -120.786617).  За даними Бюро перепису населення США в 2010 році переписна місцевість мала площу 1,69 км², уся площа — суходіл.

## Демографія
Згідно з переписом 2010 року, у переписній місцевості мешкало 16 осіб у 9 домогосподарствах у складі 6 родин. Густота населення становила 9 осіб/км².  Було 11 помешкання (7/км²).
Расовий склад населення:
| - 93,8 % — білих - 6,3 % — азіатів |

До двох чи більше рас належало 0,0 %. Частка іспаномовних становила 0,0 % від усіх жителів.
За віковим діапазоном населення розподілялося таким чином: 6,2 % — особи молодші 18 років, 56,3 % — особи у віці 18—64 років, 37,5 % — особи у віці 65 років та старші. Медіана віку мешканця становила 57,5 року. На 100 осіб жіночої статі у переписній місцевості припадало 128,6 чоловіків;  на 100 жінок у віці від 18 років та старших — 150,0 чоловіків також старших 18 років.
Цивільне працевлаштоване населення становило 0 осіб. 